# Mária Rázusová-Martáková
Mária Rázusová-Martáková (28. června 1905 Vrbica – 5. srpna 1964 Bratislava) byla slovenská básnířka, dramatička a překladatelka. Užívala pseudonymy Ivo Medin, Teta Marien, Moro a jiné. Jejím bratrem byl slovenský spisovatel Martin Rázus.

## Životopis
Narodila se v rodině rolníka a koželuha. Vzdělání získala ve Vrbice, Liptovském Mikuláši a v učitelském ústavu v Prešově. Pracovala jako učitelka v Dolním Srní, Bratislavě a Martině. V roce 1939 musela učitelské povolání zanechat pro přetrvávající revmatismus a omezenou pohyblivost. Tehdy začala redigovat Dobré slovo a po válce i časopis pro děti Sluníčko. Po roce 1948 odešla do invalidního důchodu a věnovala se literární, překladatelské a redaktorských práci. V roce 1961 se s manželem přestěhovala do Bratislavy. O tři roky později (1964) získala titul zasloužilá umělkyně. V témže roce ale v Bratislavě zemřela. Pohřbena však je v Liptovském Mikuláši.

## Tvorba
Literární se začala projevovat již během studia v učitelském ústavu. Svá první díla zveřejňovala zejména časopisecky. Věnovala se tvorbě pro děti a mládež, ale zejména poezii. Kromě vlastní poezie a prózy pro děti i dospělé se věnovala také překladům z francouzštiny a ruštiny, přičemž její překlady sehrály významnou roli v dějinách slovenského překladu. Věnovala se také publicistice – příležitostně zveřejňovala v časopisech nejenom portréty spisovatelů (Svetozára Hurbana Vajanského, Alexandra Sergejeviče Puškina, Ivana Andrejeviče Krylova a dalších), ale také články o jazyku. Její vyjadřování je velmi prosté, upřímné a ve svých dílech vyjadřuje svůj vlastní postoj k životu, přičemž své vidění světa dokázala popsat velmi sugestivně.

## Dílo

### Poezie pro děti
- 1932 – Pestré květiny, sbírka básní
- 1932 – Tři pohádky z nebe
- 1934 – Nahoru Grün-dolů Grunt, sbírka básní
- 1935 – Hrdinové (2. vydání vyšlo pod názvem Stálá bitva, stála ... )
- 1939 – Od jara do zimy, sbírka básní
- 1946 – Na veselé posiedke, povídačky a rozpočitadla
- 1948 – Plamienočka
- 1950 – Zverinček, Veršovaná pohádka
- 1953 – Toulavá house, Veršovaná pohádka
- 1953 – Barevná zahrádka, Veršovaná pohádka
- 1953 – Píseň o Váhu, poéma
- 1956 – Zvířátka dětem
- 1959 – Hop, hop na koníčku
- 1959 – Létající květ, kniha veršů

### Próza pro děti
- 1941 – V pohádkovém světě
- 1954 – První věneček
- 1955 – Pohádky o Jánošíkovi, zpracování lidových motivů
- 1956 – chlapečkovu léto, příběh vycházející ze vzpomínek na dětství jejího manžela
- 1957 – Druhý věneček
- 1961 – O perníkového domku
- 1962 – Junácka pasovačka

### Hry pro děti
- 1935 – Zpoza rajské brány
- 1946 – Gajdoš Filúz
- 1955 – Perníková chaloupka
- 1963 – Sůl nad zlato

### Lidová slovesnost
- 1945 – Tři zakleté knížata
- 1954 – Zlatá podkova, zlaté pero, zlatý vlas
- 1956 – Hoja, Dundas, hojí
- 1957 – Jak šlo vejce na vandr
- 1957 – Kozliatka
- 1960 – Starý Bodrík a vlk
- 1968 – Koza odečteme a ježek

### Výběry z tvorby pro děti
- 1955 – Pod modravou oblohou
- 1965 – En-ten tulipán
- 1966 – Sedmikráska
- 1980 – Jarní ptáče, rozsáhlý výběr z poezie i prózy (připravil Ondrej Sliacky)

### Tvorba pro dospělé
- 1941 – Jánošík, veršovaná drama
- 1948 – Světlo nad horami, sbírka lyrických básní
- 1956 – Vyznání, sbírka lyrických básní
- 1957 – Píseň o lásce, sbírka lyrických básní (rukopis vznikl již v roce 1942)

### Překlady
- 1939 – Edmond Rostand – Cyrano z Bergeracu
- 1940 – Victor Hugo – Hernani
- 1953 – Nikolaj Alexejevič Někrasov – poéma Komu se v Rusku dobře žije
- Emília Verhaeren – Filip II.
- Libreto Gounodovy opery Faust a Margareta
- Michail Jurjevič Lermontov – Démon
- Alexandr Sergejevič Gribojedových – Útrapy rozumu
- Díla od Gogola, Saltykova-Ščedrina, Dostojevského, Gajdara, Čukovského